# Dufftown (Schottland)
Dufftown, schottisch-gälisch: Baile nan Dubhach; früher Baile Bhainidh, ist eine Ortschaft im Nordosten des Hochlands (Highlands) von Schottland am Zusammenfluss der Flüsse Fiddich und Dullan Water. Nach der Volkszählung des Jahres 2011 lebten 1667 Personen in Dufftown.

## Geschichte
Das heute zu Dufftown gehörende Mortlach ist eine der ältesten christlichen Siedlungen in Schottland. Die heute am Stadtrand liegende Mortlach Church stammt aus dem 6. Jahrhundert und gilt als eine der ältesten Kirchen in Schottland. Auf dem benachbarten Friedhof findet sich auch ein piktisches Kreuz. Dies deutet auf eine Besiedlung im frühen Mittelalter hin. Ende des 12. Jahrhunderts wurde Balvenie Castle (heute ebenfalls am Stadtrand von Dufftown liegend) errichtet und die Siedlung zu seinen Füßen entsprechend Balvenie genannt. James Duff, 4. Earl Fife gründete 1817 an dieser Stelle die Stadt Dufftown als Unterkunft für heimkehrende Soldaten und benannte sie nach sich selbst. Im Zentrum des Ortes steht der Clock Tower, der heute das Tourismusbüro beherbergt.

## Whisky
Zwischen 1823 und 1897 wurden nicht weniger als sieben Whisky-Brennereien im Ort gegründet: 1823 zunächst Mortlach, 1887 Glenfiddich, 1892 Balvenie, 1893 Convalmore, 1895 Dufftown, 1897 Glendullan und um 1900 Parkmore. Dies prägte dann auch das bekannte Wort: Rome was built on seven hills, Dufftown stands on seven stills („Rom wurde auf sieben Hügeln erbaut, Dufftown steht auf sieben Brennblasen“).
Aber dieser Spruch hatte in der Folge immer nur wenige Jahre Gültigkeit: Parkmore wurde bereits 1931 wieder geschlossen; 1974 wurde aber als weitere Brennerei Pittyvaich gebaut. Die Schließung von Convalmore erfolgte 1985; 1990 wurde dann Kininvie errichtet. Pittyvaich ereilte die Schließung 1993 und der Abriss im Jahr 2002. Damit der Spruch auch heute noch gelten kann, wird entweder Convalmore, das zumindest noch als Whisky-Lager benutzt wird, oder die wenige Meilen entfernt liegende Brennerei Allt-a-Bhainne (erbaut 1975) als siebte Brennerei Dufftowns gezählt.
Dennoch gilt Dufftown als Whisky-Hauptstadt der Speyside, von Schottland oder sogar der ganzen Welt. Und so gibt es in dem kleinen Ort nicht nur Whisky-Brennereien, sondern ein spezielles Whisky-Geschäft, ein kleines Whisky-Museum, im Frühjahr das Spirit of Speyside Whisky Festival und im Herbst das Autumn Speyside Whisky Festival.

## Sonstiges
Seit 1892 finden am letzten Julisonnabend die Dufftown Highland Games statt.
Von Ostern bis Ende September verkehrt an den Wochenenden zwischen Dufftown und Keith die Keith and Dufftown Railway, eine Museumseisenbahn.
Im Clock Tower befindet sich eine Glocke, die „McPherson getötet“ haben soll. McPherson war eine Robin-Hood-ähnliche Person, die in MacDuff an der Banffshire Coast gehängt wurde, als der Sheriff die damals dort befindliche Glocke läutete. Angeblich wollte er mit dem (vorzeitigen) Läuten der Glocke die Hinrichtung beschleunigen, weil er wusste, dass ein Bote mit der Begnadigung unterwegs war.
In der Nähe von Dufftown soll es die fiktive von Joanne K. Rowling erfundene Zaubererschule Hogwarts geben, in der auch Harry Potter ausgebildet wurde.

## Töchter und Söhne der Stadt
- George Stephen, 1. Baron Mount Stephen (1829–1921), einer der Gründer der Canadian Pacific Railway, an ihn erinnert eine Gedenktafel am Clock Tower
- Jock Stewart (1883–1950), Bahnradsportler und Olympiateilnehmer